# Verneřice
Verneřice (deutsch Wernstadt) ist eine Stadt in Tschechien. Sie ist die südlichste Gemeinde des Okres Děčín. In Verneřice nahm die Textilindustrie der Habsburgermonarchie ihren Anfang.

## Geographie

### Geographische Lage
Die Stadt liegt in Nordböhmen im Tal des Bobří potok (Bieberbach) im Nordosten des Böhmischen Mittelgebirges, etwa 14 km südöstlich von Děčín (Tetschen), 19 km östlich von Ústí nad Labem (Aussig) und 65 km nördlich von Prag.

### Gemeindegliederung
Verneřice besteht aus den Ortsteilen Čáslav (Tschiaschel, veraltet auch: Cziaschel), Loučky (Schönau), Příbram (Biebersdorf), Rychnov (Reichen), Rytířov (Rittersdorf) und Verneřice (Wernstadt). Grundsiedlungseinheiten sind Čáslav, Loučky, Příbram, Rychnov, Rytířov, Velké Stínky (Großzinken) und Verneřice. Auf dem Gebiet der Gemeinde liegen die außerdem erloschenen Ansiedlungen Boží Vrch (Gottesberg), Malé Loučky (Niederschönau) und Malé Stínky (Kleinzinken).
Das Gemeindegebiet gliedert sich in die Katastralbezirke Čáslav u Verneřic, Loučky u Verneřic, Příbram pod Bukovou horou, Rychnov u Verneřic, Rytířov, Velké Stínky und Verneřice.

## Geschichte

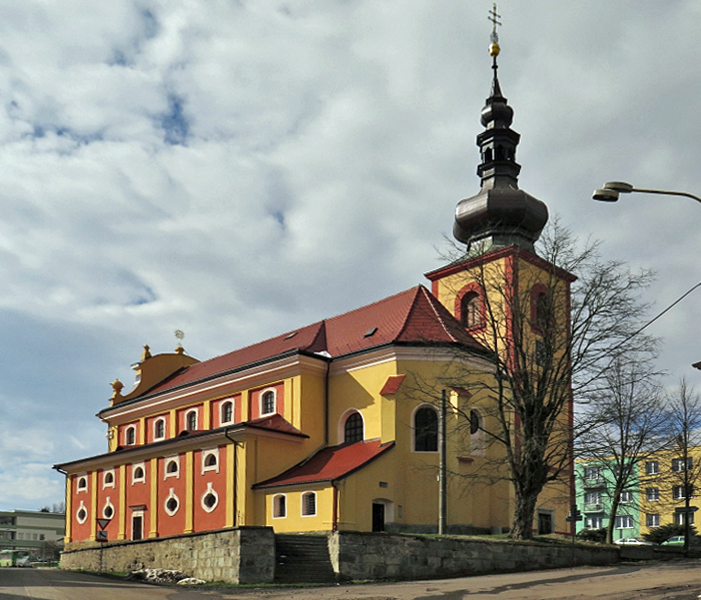
Pfarrkirche St. Anna (Aufnahme 2015)

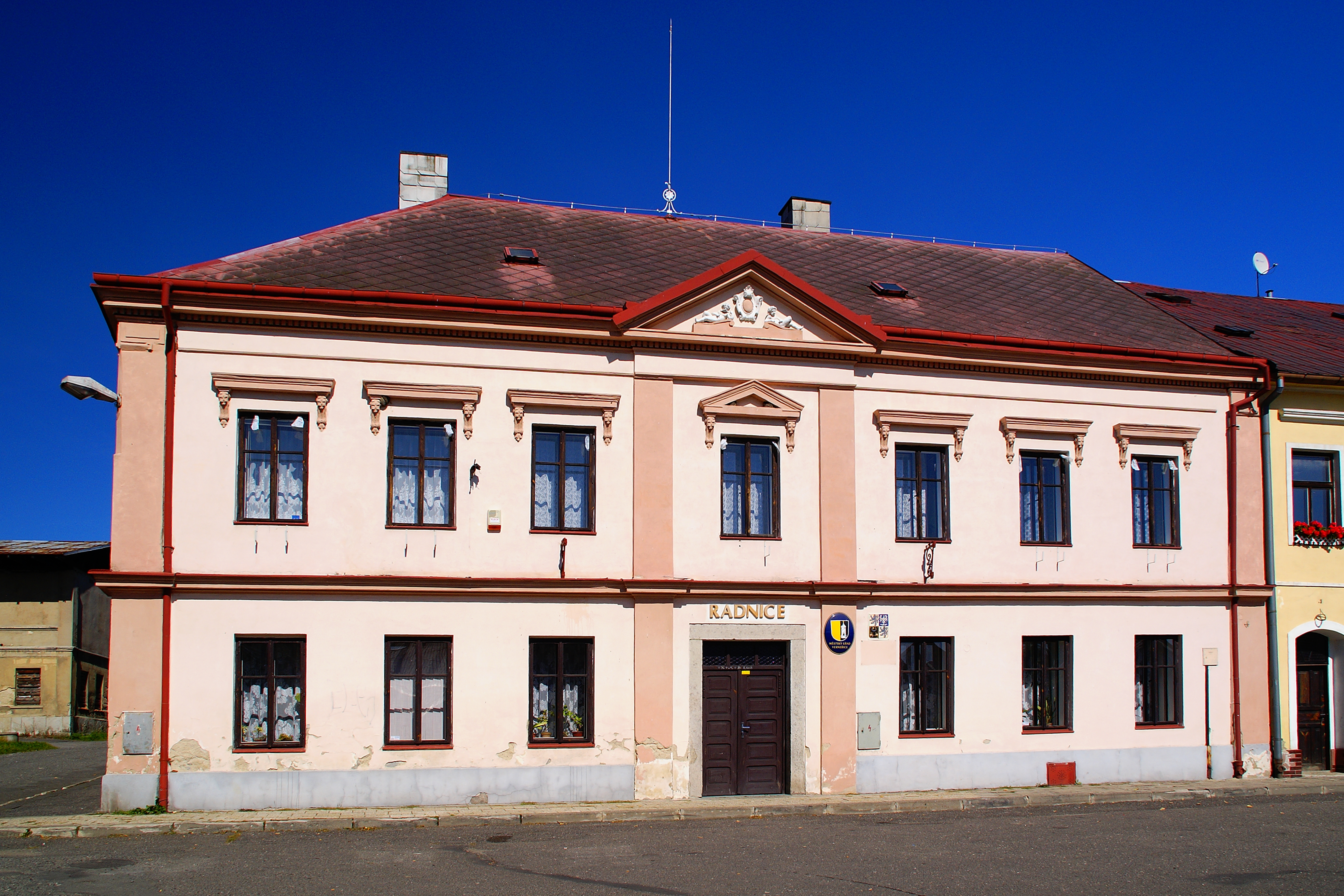
Rathaus

Wernhersdorf war eine deutsche Ortsgründung, die erste schriftliche Nachricht stammt aus dem Jahre 1384. Der zur Herrschaft Liebeschitz gehörige Ort entwickelte sich bald zu einem Städtchen und erhielt von Sigmund von Wartenberg auf Tetschen 1497 ein erstes Privileg. König Ludwig II. von Böhmen erteilte dem Ort 1522 das Recht zum Führen eines Stadtwappens und Stadtsiegels.
1537 erhielten die Wernstädter Bogenschützen ihr Privileg. Ebenfalls im 16. Jahrhundert entstanden die ersten Zünfte, der älteste Zunftbrief wurde 1547 ausgestellt. Während des Dreißigjährigen Krieges floh 1639 Herzog Franz Albert von Sachsen-Lauenburg vor seinen schwedischen Verfolgern nach Wernstadt und verbarg sich den Überlieferungen zufolge für drei Tage auf einer Dachrinne zwischen den Häusern 139 und 140 am Ring, die bis zum Beginn des 20. Jahrhunderts erhalten blieb.
Mehrfach wurde Wernstadt durch Brände verwüstet, die größten ereigneten sich 1709, am 19. Mai 1743, am 28. Mai 1774 sowie im Jahre 1841. 1756 zogen im Siebenjährigen Krieg die preußischen Truppen durch Wernstadt. Die zuvor zerstörte Kirche St. Anna wurde 1776 auf Veranlassung Maria Theresias neu errichtet. 1778 fielen die Preußen während des Bayerischen Erbfolgekriegs erneut in das Städtchen ein und verschleppten viele Einwohner als Geiseln. Im gleichen Jahre weilte Kaiser Joseph II. in Wernstadt und nächtigte am 13. Oktober 1778 im Pfarrhaus. 1787 erfolgte die Gründung des Armenspitals. Neben der Landwirtschaft lebten die Bürger vorwiegend von der Schuhmacherei.
Bereits zum Ende des 18. Jahrhunderts begann die Industrialisierung in Wernstadt. Der Färbergeselle Johann Josef Leitenberger gründete hier 1770 die erste Kattunspinnerei Böhmens. Leitenberger war es auch, der 1797 die mit englischen Spinnmaschinen ausgestattete erste maschinelle Baumwollspinnerei der Habsburgermonarchie begründet hatte. Sie ging später in den Besitz des Textil-Fabrikanten Julius Léon von Wernburg (1842–1927) über, der auch den Kindergarten stiftete. Zudem ließ er für das Stadthaus ein wertvolles aus Seide und Baumwolle gewebtes Großbildnis Kaiser Franz Josephs I. fertigen.
Durch die Zunahme der wirtschaftlichen Bedeutung erhielt Wernstadt am 18. Januar 1847 die vollen Stadtrechte. Nach der Ablösung der Patrimonialherrschaft wurde Wernstadt Teil des Gerichtsbezirkes Bensen. 1844 hatte Johann Ferdinand Fock außerhalb der Stadt an der Straße nach Munker eine Kattunweberei gegründet, die jedoch bereits 1863 wieder geschlossen wurde. 1878 entstand die Stadtsparkasse. Nach der Entdeckung mehrerer kleinerer Braunkohlelager in der Umgebung der Stadt erfolgte in der zweiten Hälfte des 19. Jahrhunderts deren Abbau. 1890 nahm die Localbahn Großpriesen-Wernstadt-Auscha (L.G.W.A.) ihren Betrieb auf. 1902 wurde das neue Schulhaus errichtet.
1912 lebten in Wernstadt 2060 Einwohner und die Stadt zählte 258 Häuser. Zu dieser Zeit bestand ein Post- und Telegraphenamt, die Knabenbürgerschule, die sechsklassige Volksschule, ein Kindergarten, eine Apotheke, ein Gendarmerieposten, das Spital und die Sparkasse. Von den Vereinen waren das k.k. Privilegirte Scharfschützenkorps und die Abteilung Wernstadt des Gebirgs-Vereins für die Böhmische Schweiz die bedeutsamsten.
Die Baum- und Schafwoll-Webfabrik war zu dieser Zeit in den Besitz der „Vereinigten Wernstädter und Győrer Textilindustrie-Aktiengesellschaft“ übergegangen und besaß 700 mechanische Webstühle. Die Mühlenbau- und Maschinenfabrik Eduard Anton, die in der Fockschen Weberei gegründet worden war, hatte neue Firmengebäude in der Stadt errichtet. Weitere Betriebe waren ein Brauhaus, eine Dampfmolkerei, die Ziegelei, eine Mahlmühle und ein Braunkohlenbergwerk. Die alte Focksche Fabrik diente nunmehr als Wohngebäude für die Arbeiter und Beamten der Aktienweberei.
Zu Beginn des 20. Jahrhunderts hielt auch der Tourismus in Wernstadt seinen Einzug, das Ausgangspunkt für Ausflüge in die nähere Umgebung wurde. An der steil nach Munker (Mukařov) hinauf führenden Kaiserstraße entstand an einem Aussichtspunkt das Ausflugslokal „Neue Welt“. Auch die in 550,6 m Höhe gegenüber dem Gottesberg gelegene „Räuberhöhle“, das ehemalige Zechenhaus eines auf dem Weg zwischen der Fockschen Kattunweberei nach Tschiaschel (Čáslav) gelegenen alten Bergwerkes, wurde zum beliebten Ziel der Ausflügler und diente als Rast für Wanderungen zum Mathröllig (Matrelík, 667,9 m) und Zinkenstein (Buková hora).
Nördlich von Wernstadt, rechts der Straße nach Algersdorf, befand sich das letzte Braunkohlenbergwerk, in dem zu Beginn des 20. Jahrhunderts nur noch geringe Förderung erfolgte, und das um 1920 ganz stillgelegt worden ist. Die im Tal des Triebschbaches (Merbolticky potok) gelegene Kreuzung mit der Straße von Schneppendorf (Sluková) nach Mertendorf erhielt im Volksmund wegen des Kohlenstaubs die Bezeichnung „Rußbutte“. Das Zechenhaus entwickelte sich wegen des Bierausschanks zu einem beliebten Ausflugsziel.
Nach dem Ersten Weltkrieg war Wernstadt 1919 der neu geschaffenen Tschechoslowakei zugeschlagen worden. 1922 stellte der größte Betrieb der Stadt, die Weberei, ihre Produktion ein, und viele der Arbeiter zogen fort. Nach dem Münchner Abkommen gehörte Wernstadt von 1938 bis 1939 zum Landkreis Tetschen-Bodenbach, Regierungsbezirk Aussig, im deutschen Reichsgau Sudetenland. 1939 hatte die Stadt nur noch 1397 Einwohner.
Nach dem Ende des Zweiten Weltkrieges und der Vertreibung der Deutschen aus der Tschechoslowakei verlor die Ortschaft das Stadtrecht. Trotz der Eingemeindung von fünf umliegenden Dörfern nach 1945 hat sich die Zahl der Einwohner innerhalb von 100 Jahren halbiert. Der Eisenbahnbetrieb von Velké Březno nach Verneřice ist am 25. Mai 1978 eingestellt worden.
Während der Herrschaft des Kommunismus wurde die Bausubstanz stark vernachlässigt; historische Gebäude wie die Laubenhäuser am Ringplatz kamen zum Abriss. Im Stadtzentrum wurden ein Kulturhaus und ein Einkaufszentrum in der Standardbauweise der 1960er und 1970er Jahre errichtet. Die Nordwestseite des Ringes besteht aus Baulücken und einem Wohnblock.
Am 10. Oktober 2006 wurde Verneřice irrtümlich zum Městys erhoben. Am 17. Oktober wurde dieser Beschluss revidiert, und Verneřice erhielt mit Wirkung vom 10. Oktober nach über 60 Jahren das Stadtrecht zurück.

### Gottesberg (Boží vrch)
Zwischen 1732 und 1733 errichtete der Jesuitenorden, in dessen Besitz sich die Herrschaft Liebeschitz befand, auf dem anderthalb Kilometer nordwestlich von Wernstadt befindlichen 556,1 m hohen Gottesberg (Boží vrch) die Wallfahrtskirche der Heiligen Dreifaltigkeit, die 1886 restauriert wurde. Auf dem aus der Hochfläche herausragenden Basaltkegel (Olivin-Alkalibasalt) soll sich zuvor schon eine vorchristliche Kultstätte befunden haben. Neben der Kirche befand sich am Berg eine ältere Einsiedelei. Zu Beginn des 20. Jahrhunderts bestand die zu Wernstadt gehörige Ortslage Gottesberg neben der Kirche aus drei Häusern. 1906 zerstörte ein Brand zwei der Gebäude, lediglich die Kirche und das Gasthaus blieben unbeschädigt.
Nach dem Zweiten Weltkrieg blieb der Ortsteil verlassen, auch die Wallfahrtskirche verfiel und wurde 1975 abgerissen. Am Nordhang des Berges wurde ein Steinbruch angelegt, der heute wieder stillgelegt ist.
Um den Berg gibt es mehrere Sagen über darin wohnhafte Zwerge.

### Einwohnerentwicklung
Bis 1945 war Wernstadt überwiegend von Deutschböhmen besiedelt, die vertrieben wurden.
| Jahr | Einwohner | Anmerkungen         |
| ---- | --------- | ------------------- |
| 1830 | 1453      | in 251 Häusern      |
| 1844 | 1500      | in 270 Häusern      |
| 1850 | ca. 1700  | [ 11 ]              |
| 1869 | 1839      |                     |
| 1880 | 2006      |                     |
| 1890 | 2074      |                     |
| 1900 | 1989      | deutsche Einwohner  |
| 1910 | 2078      |                     |
| 1921 | 1688      | davon 1623 Deutsche |
| 1930 | 1587      | [ 14 ]              |
| 1939 | 1397      | [ 14 ]              |

| Jahr      | 1950 | 1961 | 1970 | 1980 | 1991 | 2001 | 2011 |
| --------- | ---- | ---- | ---- | ---- | ---- | ---- | ---- |
| Einwohner | 750  | 708  | 776  | 812  | 848  | 880  | 858  |

## Wappen
Das von König Ludwig II. von Böhmen 1522 verliehene Wernstädter Wappen zeigt einem senkrecht in zwei Hälften unterteilten Schild. Die linke Hälfte ist gelb gefärbt, die rechte schwarz. Auf der rechten, schwarzen Hälfte ist ein silberner Turm mit drei Fenstern und einem Tor dargestellt, der die Burg der Herren von Wartenberg symbolisiert.

## Kultur und Sehenswürdigkeiten

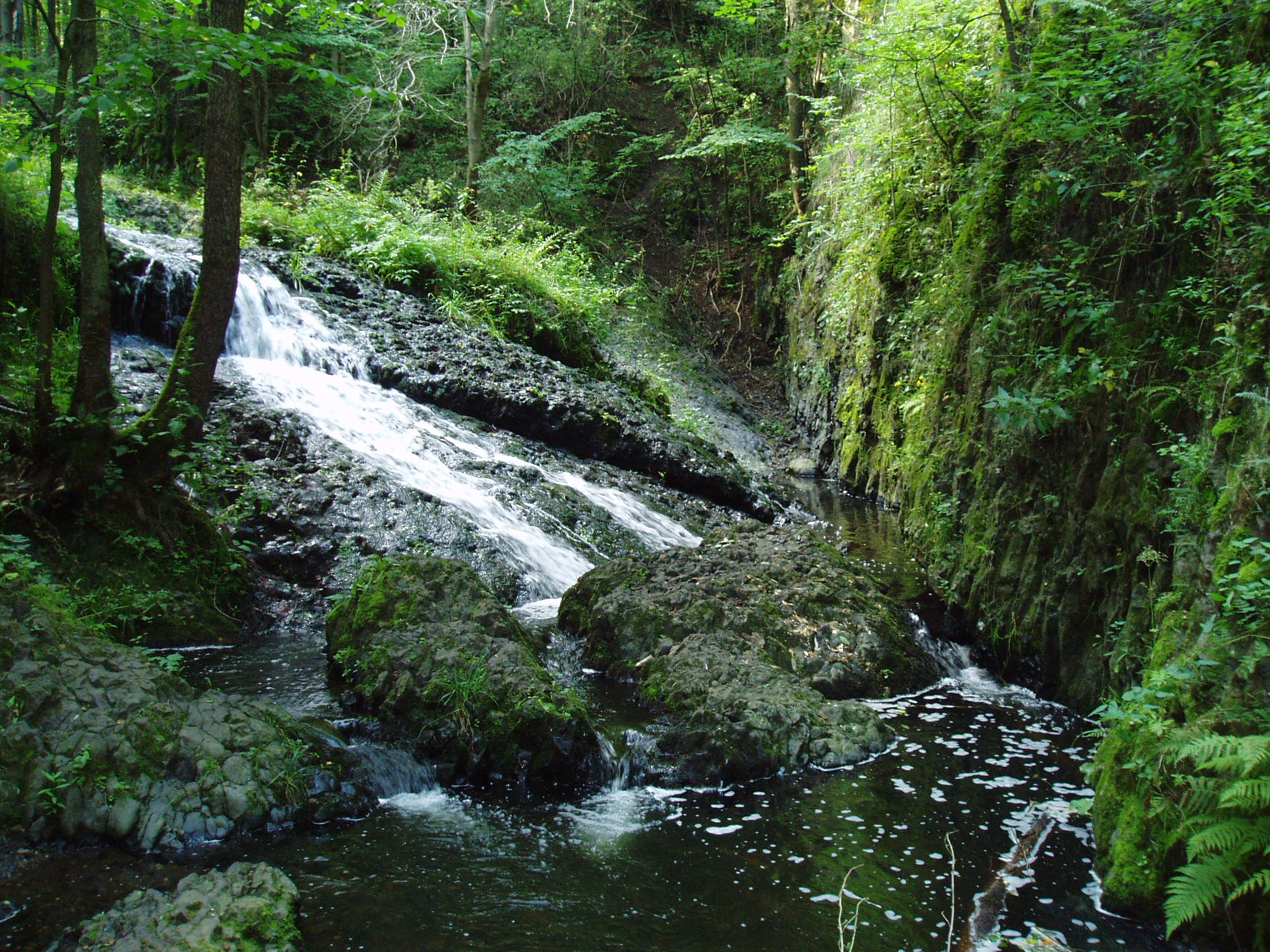
Wasserfall des Bieberbachs

- Wahrzeichen von Verneřice ist die weithin sichtbare Pfarrkirche St. Anna an der Ostseite des Ringes. Die Kirche St. Anna hatte schon 1384 ihren eigenen Pfarrer.[7] Das barocke Bauwerk mit seinem mächtigen Zwiebelturm entstand 1709 an Stelle eines Vorgängerbaus aus vorhussitischer Zeit. Beim Stadtbrand von 1774 brannte sie aus und wurde wieder aufgebaut. zum Ende des 20. Jahrhunderts war das Kirchengebäude ungenutzt und schadhaft. Im Jahre 2005 stürzten Teile des Dachsimses von der Nordseite des Kirchenschiffes herunter. Nach 2010 erfolgte eine Sanierung.

- Der Ringplatz weist ein starkes Gefälle nach Süden auf. An der Nordseite befindet sich eine Häuserzeile mit dem Rathaus und dem Sparkassengebäude, die nach 1990 restauriert worden ist. Parallel dazu wird der Ring durch eine aus Trachyt errichtete große Terrasse geteilt, in deren Mitte sich eine Freitreppe befindet, die zu einem Brunnen mit der Statue des hl. Florian führt.

- Im Osten der Gemeinde oberhalb von Loučky befindet sich die Bobří soutěska (Bieberklamm), ein enges Durchbruchstal des Bobří potok (Bieberbach) durch einen Höhenzug, in das der Sorgebach vom Antenstein in einem Wasserfall hineinstürzt. An den Hanglehnen oberhalb der Klamm befanden sich früher die Häuser von Malé Loučky (Niederschönau) und Malá Javorská (Kleinjober).

- Westlich des Ortsteils Příbram erhebt sich der 683,3 m hohe Buková hora (Zinkenstein), an dem auch der Bobří potok entspringt. Der Berg ist die höchste Erhebung des Vierzehnbergrückens. An seinem Südwesthang befand sich das aufgelassene Dorf Stará Homole (Althummel), südlich der ebenfalls nicht mehr bestehende Ort Velké Stínky (Großzinken). Auf dem Zinken wurde 1905 eine Schutzhütte errichtet, die auch heute noch vorhanden ist. Im Westhang des Berges befinden sich die Ledové jámy (Eishöhle) und die Humboldtová vyhlídka (Humboldtaussicht). Der Berg, den auch der Kaiser Joseph II. am 14. Oktober 1778 bestieg, gehört zu den bekanntesten Aussichtsbergen des Böhmischen Mittelgebirges.

- 1,5 km nördlich von Verneřice liegt am Berg Na úhoru (563 m) der Gemeindestein oder Kunzstein, ein Basaltfelsen von 20 m Höhe. Der am Nordhang der ansonsten unbewaldeten Kuppe in einem Wäldchen versteckte Fels, um den sich die „Kunzensage“ rankt, war früher ein vielbesuchtes Wanderziel. Er befindet sich heute abseits aller Wege und ist Ortsfremden kaum noch bekannt.

- Südwestlich der Stadt wurde im Jahre 2003 auf der 616 m hohen Víťova vyhlídka (Zimmers Beule) bei Náčkovice ein Aussichtsturm eingeweiht.

## Söhne und Töchter der Stadt
- August Friedel (1875–1956), Sozialdemokrat
- Friedrich Mattausch (1800–1866), Textil-Industrieller
- Josef Strobach (1852–1905), Bürgermeister von Wien